# Port-Mélo
Port-Mélo est un roman de l'écrivain togolais Edem Awumey. Paru en 2006 aux éditions Gallimard, l'œuvre remporte le Grand Prix littéraire d'Afrique noire dans la même année.